# Liste des seigneurs de La Roche-Bernard
Le fief de La Roche-Bernard, paroisse de Nivillac, baillie de Nantes, en qualité de baron, fut tenu chronologiquement par les :
- Famille de La Roche-Bernard,
- Famille de Montfort en Bretagne,
- Famille de Laval,
- Maison de Rieux,
- Maison de Coligny,
- Maison de Lorraine,
- Famille du Cambout,
- Maison de Boisgelin,

## Famille de La Roche-Bernard

Armes de la Famille de La Roche-Bernard : D'or à l'aigle bicéphale de sable, becquée et membrée de gueules.

- Bernard Ier de La Roche (vers 957 † vers 1010), baron de La Roche-Bernard, châtelain de La Brétesche,

- Riwallon Ier de La Roche-Bernard (vers 975 † vers 1016), baron de La Roche-Bernard, châtelain de La Brétesche, fils du précédent, sans postérité,

- Simon Ier de La Roche-Bernard (vers 978 † vers 1051), baron de La Roche-Bernard, châtelain de La Brétesche, frère du précédent,

- Bernard II de La Roche-Bernard (après 1006 † après 1096), baron de La Roche-Bernard, châtelain de La Brétesche, fils du précédent,

- Riwallon II de La Roche-Bernard (attesté 1127 et 1131), baron de La Roche-Bernard, châtelain de La Brétesche, fils du précédent,

- Simon II de La Roche-Bernard, baron de La Roche-Bernard, châtelain de La Brétesche, frère du précédent,

- Josselin Ier de La Roche-Bernard, baron de La Roche-Bernard, châtelain de La Brétesche, bienfaiteur de l'Abbaye Notre-Dame de Blanche-Couronne, fils du précédent,

- Alain Ier de La Roche-Bernard, baron de La Roche-Bernard, châtelain de La Brétesche, fils du précédent,

- Josselin II de La Roche-Bernard ( † 1266), baron de La Roche-Bernard, châtelain de La Brétesche, fils du précédent,

- Guillaume II de La Roche-Bernard ( † après 1267), baron de La Roche-Bernard, châtelain de La Brétesche, fils du précédent, sans postérité,

- Alain II de La Roche-Bernard, baron de La Roche-Bernard, châtelain de La Brétesche, frère du précédent,

- Eudon ou Eon I de La Roche-Bernard, ( † 1302 - Courtray), baron de La Roche-Bernard, châtelain de La Brétesche, fils du précédent,

“Vassal du duc de Bretagne Eudon, reconnut en 1294 devoir au duc pour son fief de la Roche trois chevaliers d'ost dont Thébaud de Rochefort avait la moitié à cause de la terre d'Assérac,”
Un contre-scel de ce seigneur de l'année 1298 porte D'or à l'aigle à deux têtes éployée de sable, armée et becquée de gueules,

Armes de la Famille de La Roche-Bernard : De vair plein.

À la suite du décès de Hermine de Lohéac, Eudon et ses descendants, héritiers de la défunte prirent nom et armes de Lohéac.
Dans les premières années du XIVe siècle le fief de La Roche-en-Nort était passé dans la maison de la Roche-Bernard, les sires de la Roche-Bernard en firent le chef-lieu d'une foule d'autres fiefs voisins constituant une importante seigneurie. Bernard III, sire de la Roche-Bernard, rendit aveu au duc de Bretagne en 1305 pour ses baronnies de la Roche-Bernard et de la Roche-en-Nort, 
- Bernard III de La Roche-Bernard ( † vers 1306 - inhumé aux Cordeliers - Rennes), baron de La Roche-Bernard, châtelain de La Brétesche, fils du précédent,  seigneur de Lohéac, (vers 1289, du chef de sa mère et reconnut en 1294 devoir au duc 3 chevaliers d'ost pour cette terre, et de la Roche-en-Nort (pour lesquelles il rendit aveu au duc de Bretagne en 1305 pour ses baronnies de la Roche-Bernard et de la Roche-en-Nort),
marié en 1301 à Amice (avant 1287 † après 1317), fille de Hervé V, seigneur de Léon, sans postérité, Famille de Léon Famille de Craon

- Péan ou Jean de La Roche-Bernard (il prit le nom de Lohéac) ( † 18 juin 1347 - Bataille de la Roche-Derrien), baron de La Roche-Bernard, châtelain de La Brétesche, seigneur de Lohéac, et de La Roche-en-Nort, frère du précédent,

- Eudes II de La Roche-Bernard, dit Eon ou Eudon de Lohéac ( † 29 septembre 1364  à la Bataille d'Auray), baron de La Roche-Bernard, châtelain de La Brétesche, seigneur de Lohéac, et de La Roche-en-Nort, fils du précédent,

- Isabeau de La Roche-Bernard ( † 1400), baronne héritière de La Roche-Bernard, fille du précédent. Elle se démit en 1395 de la Roche-Bernard en faveur de son fils aîné), châtelaine de La Brétesche, dame héritière de Lohéac, et de La Roche-en-Nort,
mariée en 1353 à Raoul VIII de Montfort ( † 28 mars 1394), seigneur de Montfort et de Gaël, dont
Raoul IX,
Éon ( † 22 novembre 1372),
marié le 5 octobre 1371 à Jeanne de Rochefort ( † 1423), vicomtesse héritière de Donges,

## Famille de Montfort(en Bretagne)
- Raoul IX de Montfort (1394 † 19 septembre 1419), Seigneur deMontfort de Gaël, et baron de La Roche-Bernard, de Kergorlay et de Frinaudour, châtelain de La Brétesche, seigneur de Lohéac, et de La Roche-en-Nort, Capitaine de Charles VII de France,
marié en 1379 à Jeanne, dame de Frinaudour et de Quemper-Guézennec fille de Jean de Kergorlay et de Marie de Léon, dont :
Jean de Montfort, futur Guy XIII de Laval,
Charles ( † 18 juillet 1421), seigneur de Frinaudour,
Guillaume ( † 1426),
Mahaud qui épousa Jean du Fou puis Maurice de Comenan,

- Guy XIII de Laval

Saint Vincent Ferrier ( † 1419), prêtre dominicain prédicateur vint prêcher à La Roche-Bernard en février 1418.

## Famille de Laval

### Branche de Montfort-Laval
- Guy XIV de Laval

- Jean de Laval (1437-1476)

- Guy XVI de Laval

- Catherine (1504 † 31 décembre 1526), dame de la Roche-Bernard,
mariée le 11 novembre 1518 avec Claude Ier (1497 † 1532), seigneur de Rieux, dont :
Renée de Rieux dite Guyonne XVIII, (1524-13 décembre 1567), comtesse de Laval, de Montfort, baronne de Quintin, vicomtesse de Donges,
Claudine de Rieux, dame de la Roche-Bernard,

### Maison de Rieux
- Claudine de Rieux ( † château de La Bretesche), dame de la Roche-Bernard, de Rieux, et de Rochefort, dame héritière de La Bretesche, 
mariée le 9 décembre 1548 (Saint-Germain-en-Laye) à François de Coligny d'Andelot, dont :
Marguerite de Coligny d'Andelot (née le 28 février 1553),
mariée à Julien de Tournemine, seigneur de Montmoreal,
Paul de Coligny dit Guy XIX de Laval, comte de Laval,
François II de Coligny d'Andelot (23 août 1559 † 9 avril 1586), seigneur de Rieux,

### Maison de Coligny
- Paul de Coligny dit Guy XIX de Laval
marié le 1er septembre 1583 à Anne d'Alègre ( † 1619),

- Guy XX de Laval, né François de Coligny (5 mai 1585, comté d'Harcourt en Normandie † 3 décembre 1605, Hongrie), fils des précédents,

### Famille de La Trémoille
La succession des comtes de Laval échut à Henri III, duc de Thouars, petit-fils d'Anne de Laval, fille de Guy XVI,
- Henri III (22 décembre 1598 - Château de Thouars † 21 janvier 1674 - Château de Thouars)

- Henri III vendit,

Armes de Henri III de La Trémoille.

  - en 1613 la baronnie de la Roche-Bernard à Guillaume de Hautemer de Grancey, et Anne d'Alègre, sa femme,
  - en 1626, à Mathurin de Rosmadec les seigneuries de Gaël et de Mauron,
  - la baronnie de Quintin et la seigneurie d'Avaugour aux Goyon-La-Moussaye,
  - la baronnie de Bécherel à 4 associés : Jean Glé, seigneur de la Costardaye en Médréac, François Glé, son frère, seigneur du Pan et les seigneurs de la Bouexière et de Bienassis,

## Famille de Hautemer

Armes de Guillaume de Hautemer de Grancey

- Guillaume de Hautemer de Grancey (1538 † 14 novembre 1613), chevalier, comte de Châteauvillain, baron de Grancey, seigneur de Fervaques, baron de la Roche-Bernard, maréchal de France, chevalier de l’Ordre de Saint-Michel et du Saint-Esprit, gouverneur de la province de Normandie,
marié à Anne d'Alègre ( † 1619), veuve de Guy XIX de Laval,

## Maison de Lorraine

### Branche de Guise

Armes de Claude de Lorraine, duc de Chevreuse.

- Claude de Lorraine (1578 † 24 janvier 1657), fils puiné de Henri Ier, duc de Guise et de Catherine de Clèves, prince de Joinville, baron de la Roche-Bernard (héritier des précédents), il est fait duc de Chevreuse et pair de France par Louis XIII en 1611,
marié en 1622 à Marie de Rohan, dont :
Anne Marie (1624 † 1652), abbesse de Pont-aux-Dames,
Charlotte-Marie de Lorraine, demoiselle de Chevreuse (1627 † 1652),
Henriette (1631 † 1693), abbesse de Notre-Dame de Jouarre,

Les créanciers de Claude de Lorraine firent saisir la baronnie de la Roche-Bernard qui fut vendue à leur profit et achetée judiciairement en 1636, pour 165 000 livres, par Charles du Cambout, marquis de Coislin (Archives de Loire-Inférieure, E439).

## Famille du Cambout

Armes de la Famille du Cambout : De gueules, à trois fasces échiquetées d'argent et d'azur de deux tires.

- Charles du Cambout (1577 - château de Coislin † 4 mars 1648 - château de La Brétesche, inhumé en l'église de Missillac), seigneur puis 1er marquis de Coislin (marquisat de Coislin érigé en 1634 à partir des seigneuries de Coislin et Quilly, châtellenie de Campbon et baronnie de Pontchâteau), châtelain de Campbon, seigneur de Quilly, baron de Pontchâteau, baron de La Roche-Bernard, seigneur de Launequien, de Camboy, de Bossignol, de Blais et du Chef-du-Bois, conseiller au conseil d'État et privé, chevalier de l'ordre du Saint-Esprit, gouverneur des ville et forteresse de Brest, lieutenant-général en Basse-Bretagne, président à l'assemblée de la noblesse en qualité d'ancien baron de la province (1624), député des États de Bretagne pour l'ordre de la noblesse (1625) et maintenu en 1630 en toutes les assemblées publiques de la province, aux assises et tenues d'états dans le rang des anciens barons du pays,

Par lettres patentes enregistrées au Parlement de Bretagne le 8 octobre 1665 et à la chambre des comptes de Nantes le 10 décembre 1665, le marquisat de Coislin, les baronnies de Pontchâteau, de La Roche-Bernard, et la seigneurie de Brignan sont réunies en duché-pairie de Coislin.
- Armand du Cambout (1er septembre 1635 à Paris † 16 septembre 1702), petit-fils du précédent, marquis puis 1er duc de Coislin (par union en 1665 des marquisat de Coislin, baronnies de Pontchâteau, et de La Roche-Bernard et de la seigneurie de Brignan), comte de Crécy, baron de Pontchâteau, baron de La Roche-Bernard, seigneur de Brignan, maître de camp général de la cavalerie légère de France, lieutenant-général des armées du roi en Basse-Bretagne, Prévôt de Paris, élu membre de l'Académie française en 1652, il en deviendra doyen, chevalier de l'Ordre du Saint-Esprit, pair de France,

- Pierre du Cambout (23 août 1655 † 7 mai 1710 - Paris), fils du précédent, duc de Coislin, baron de La Roche-Bernard, pair de France, membre de l'Académie française (1702-1710),

- Henri-Charles du Cambout (15 septembre 1665 - Paris † 28 novembre 1732, frère du précédent, Prince-évêque de Metz, Prince du Saint-Empire, duc de Coislin, baron de La Roche-Bernard, comte de Crécy,chevalier de l'ordre de Saint-Jean de Jérusalem[réf. nécessaire], premier aumônier du roi, commandeur de l'Ordre du Saint-Esprit, membre de l'Académie française (1702-1710), pair de France, président des États de Bretagne,

## Maison de Lorraine

### Branche d'Elbeuf,rameau d'Armagnac

Armes des Princes de Lambesc.

- Louis de Lorraine (1692 † 1743), Princes de Lambesc, comte de Brionne et de Braine, baron de La Roche-Bernard, par héritage de son cousin.

Louis de Lorraine céda dès 1741 la baronnie de la Roche-Bernard à Charles de Lorraine, comte d'Armagnac,
- Charles de Lorraine-Guise (1684 † 1751), comte d'Armagnac, baron de La Roche-Bernard,

Le 14 janvier 1744 il la vendit, moyennant 410 000 livres, à Renaud-Gabriel de Boisgeslin, marquis de Cucé.

## Maison de Boisgelin, Branche deCucé

Armes de la Maison de Boisgelin : Ecartelé : aux 1 et 4 de gueules à une molette d'argent ; aux 2 et 3 d'azur plein.

- Renaud-Gabriel de Boisgeslin (25 mars 1691 † 19 septembre 1774 - Château de La Brétesche), vicomte de Mayneuf, marquis de Cucé, baron de La Roche-Bernard (pour laquelle il fit hommage au roi en 1750), seigneur de Sévigné et de Landegonnec, conseiller et commissaire puis Président à mortier au Parlement de Bretagne,
marié le 27 novembre 1723 (Rennes) à Jeanne-Françoise-Marie du Roscoët (1712 † après 1742). Ils auront ensemble dix enfants, dont :
un fils ( † 9 septembre 1758 à la Bataille de Saint-Cast),
Jean de Dieu-Raymond (27 février 1732 - Rennes † 22 août 1804 - Angervilliers, Seine-et-Oise), évêque de Lavaur. archevêché d'Aix membre de l'Académie française et de l'Assemblée des notables, député du clergé aux États généraux de 1789, archevêque de Tours, il sera fait cardinal par Pie VII, sénateur, et grands officier de la Légion d'honneur,
Sainte ( † 6 décembre 1789), châtelaine héritière de Buhen-Lantic,
marié à Charles-Eugène du Boisgelin, vicomte de Pléhédel,
Louis-Bruno, marquis de Cucé, baron de La Roche-Bernard,
Jeanne Madeleine-Eugénie,
mariée à Charles-François-Emmanuel de Cahideuc ,
Marie († après 1793), dame héritière de Sévigné, chanoinesse de Remiremont,
Marie-Joséphine,
mariée à Alain-Marie de Kergorlay
marié le 12 juillet 1745, à Thérèse-Pauline Le Prestre (1721 † 1781),

À la mort de ses parents, Jean de Dieu-Raymond de Boisgelin de Cucé, aîné des enfants de Renaud-Gabriel de Boisgeslin, céda ses droits de naissance à son frère Louis-Bruno qui devint ainsi baron de La Roche-Bernard,
- Louis-Bruno, marquis de Cucé, baron de La Roche-Bernard,
marié à Marie Stanislas Catherine de Boufflers,

Le dernier baron de La Roche-Bernard ne voulut pas émigrer : ils furent, lui et sa femme, arrêtés en 1793, condamnés à mort par le tribunal révolutionnaire de Paris le 7 juillet 1794 et exécutés.

## Sources et bibliographie
- Jean-Marie Le Méné, "Généalogie des barons de La Roche-Bernard", BSPM, 1879, t. XXIV, p. 213-217,
- Léon Maître – L'ancienne baronnie de la Roche-Bernard, 18
- Napoléon-Charles-Bihi de Bréhant, Supplément à la généalogie de la maison de Bréhant en Bretagne, imprimée en 1867, suivi d'un index général des noms propres, 1869,
- Père Anselme de Sainte-Marie, Histoire généalogique et chronologique de la maison royale de France, 1726-1733, 9 t.,
- Christophe Levantal, Ducs et pairs et duchés-pairies laïcs à l'époque moderne (1519-1790), 1996, 1218 p.,
- Abbé Guillotin de Corson,
- Barthélemy Pocquet du Haut-Jussé, "Malestroit en Italie et l'Autonomie fiscale du Clergé breton", MSHAB, 1926, t. VII, première partie, p. 61-90),
- Dom Morice, 1742-6, TREVEDY, 1909b),
- Malcolm Walsby, The Counts of Labal : Culture, Patronage and Religion in Fifteenth-and Sixteenth-Century France, 2007, 220 p.),
- Potier de Courcy, 2000,
- Alexandre de Couffon de Kerdellec, Recherches sur la chevalerie du duché de Bretagne, 1877-1878, 2 t., VIII-580 IX-569 p.,
- Louis Dudoret, Seigneurs et seigneuries au pays de Beffou (XVe-XVIIIe), 2000, 403 p.,
- Archives de Loire Inférieure, B212 et E440,
- Christophe Levantal, Ducs et pairs et duchés-pairies laïques à l'époque moderne (1519-1790), 1996, 1218 p.,
- Jérôme Floury & Eric Lorant, Catalogue généalogique de la Noblesse bretonne, d'après la réformation de la noblesse 1668-1672 et les arrêts de l'Intendance du Conseil et du Parlement, 2000, III t.,
- Frédéric Saulnier, "Les Sévigné en Bretagne - La terre de Sévigné en Cesson", BMSAIV, 1883, t. XVI, p. 97-105,
- Archives de Loire Inférieure, E394,
- Archives de Loire Inférieure, B1040 et E706,

Frédéric SAULNIER, Le parlement de Bretagne 1554-1790, 1991, 2 t., LXIII-892-29 p., 2e éd.,
- Alain Raison de Cleuziou, "Guillaume de Rosmadec et la seigneurie de Buhen-Lantic", BMSECN, t. XLII, 1904, p. 207-306
- Dom Morice, Preuves de l'Histoire de Bretagne, Planches des sceaux no 178